# Xenotoplana thyrrhenica
Xenotoplana thyrrhenica är en plattmaskart som beskrevs av Ax, Weidemann och Ehlers 1978. Xenotoplana thyrrhenica ingår i släktet Xenotoplana och familjen Otoplanidae. Inga underarter finns listade i Catalogue of Life.